# 投資相連保險
投資相連保險（英語：Unit Linked Insurance）是一種結合保險與投資的金融產品，保險金額根據當時共同基金單位的淨資產（Net Asset Value, NAV）而定。

## 歷史
投資相連保險是1960年代發展的人壽保險產品類別，投保人可以自選基金和投資比例，兼有保險和投資的性質。

## 概論
投資相連保險的運作方式：當受保人購買投資相連保險時，他們支付保費，其中一部分用於支付保險保費，另一部分則被投資於特定的投資選擇中，例如股票、債券、基金等。此外，保險公司還可能收取管理費用和相關費用。
保險保障：投資相連保險提供一定的保障，例如身故保險金、殘疾保險金或年金給付，以保護被保險人及其家庭的利益。
投資增值：投資相連保險的另一個重要方面是投資組件。被保險人的保費的一部分會被投資於指定的投資選擇中，其價值可能隨著市場變化而波動。被保險人可能從投資組件中獲得投資增值，並在合約終止或某些條件滿足時獲得資金價值。
風險與回報：投資相連保險的回報取決於所選擇的投資選項的表現。投資相連保險可能有較高的回報潛力，但也伴隨著相應的風險。投資相連保險的價值可能會因市場波動、投資選項的表現以及管理費用等因素而有所變化。

## 投資風險與回報
由於投資相連保險的運作比較複雜，投保人在選擇投資相連保險前，應詳細了解其運作方式、風險和費用結構。在考慮購買投資相連保險之前，建議尋求專業財務顧問或保險代理人的建議，以確保了解產品的特點和自身的風險承受能力。